# Emil Barth

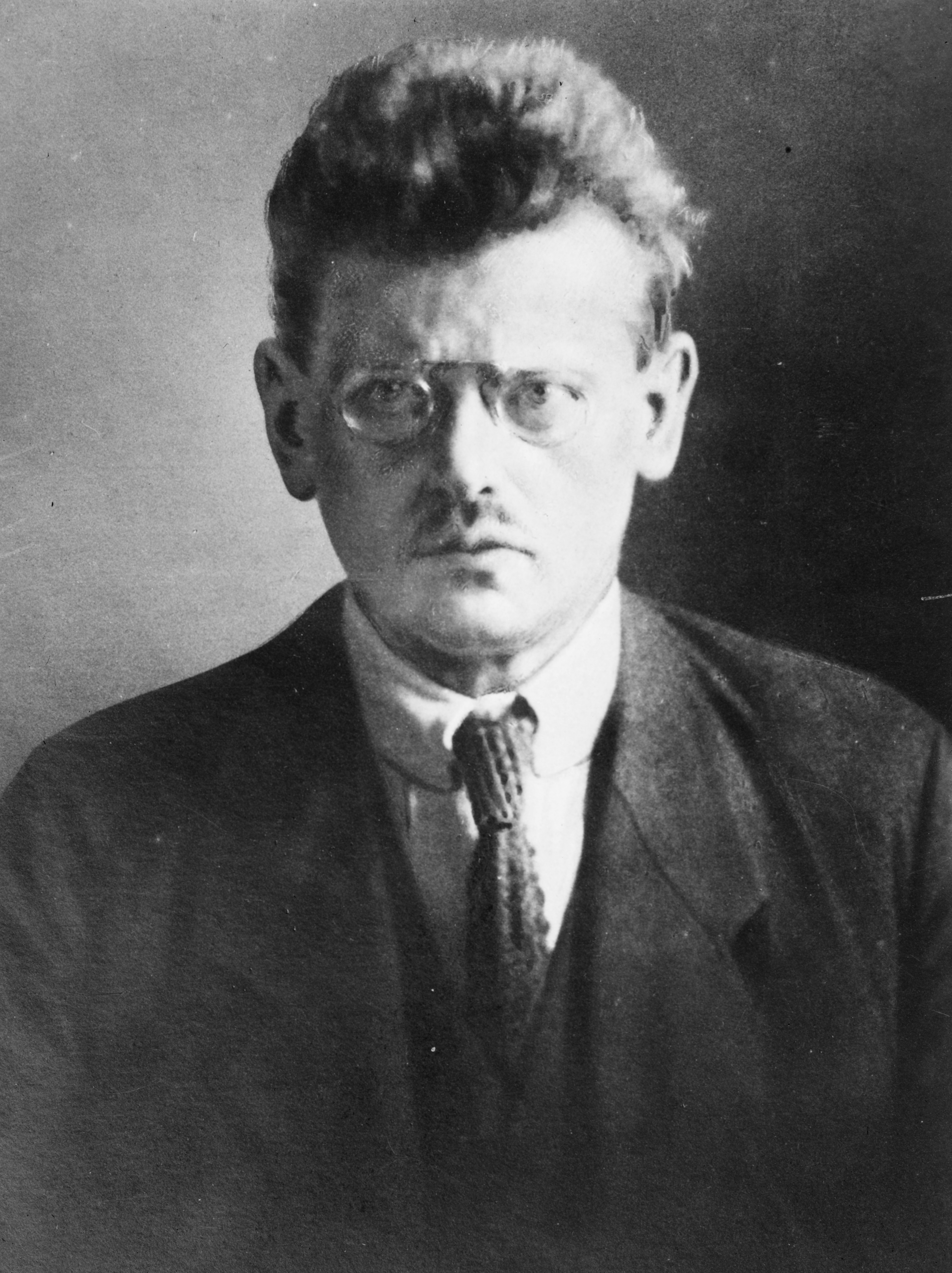
Emil Barth in 1918

Emil Barth (Heidelberg, 23 april 1879 - Berlijn, 17 juli 1941) was een Duits sociaaldemocratisch politicus, die een sleutelrol vervulde in de Duitse novemberrevolutie van 1918.
Barth werd in 1917 lid van de pacifistische Unabhängige Sozialdemokratische Partei Deutschlands (USPD). In januari 1918 werd hij leider van de revolutionaire vakbondsafgevaardigden. Hij was een van de zes leden van de Raad van Volkscommissarissen die op 10 november 1918 in Berlijn werd opgericht om Duitsland te regeren nadat keizer Wilhelm II was afgetreden en de Republiek door zowel Karl Liebknecht als Philipp Scheidemann was afgekondigd.

## Werken
- (de)  Emil Barth, Geldwert, Geldentwertung und Proletariat (Berlin: A. Hoffmann, 1919), 37 pagina's.
- (de)  Emil Barth, Sozialisierung: Ihre Notwendigkeit, ihre Möglichkeit (Neukölln: Selbstverlag, 1920), 37 pagina's.
- (de)  Emil Barth et al., Aus der Werkstatt der deutschen Revolution (Berlin: A. Hoffmann, 1920), 158 pagina's.
- (de)  Emil Barth, "Die Revolution vom Januar 1918 bis Marz 1919," NL Barth, K II: "Manuskripte und Aufsatze", No. 275 (Archiv der Sozialen Demokratie, Bonn).

- Gemeinsame Normdatei: 11612315X
- International Standard Name Identifier: 0000 0000 7696 2717
- Library of Congress Control Number: n2002079829
- Nationale Bibliotheek van Tsjechië: hka2012703397
- Nationale Bibliotheek van Israël: 987007281926605171
- Istituto Centrale per il Catalogo Unico: UBOV319108
- Virtual International Authority File: 100387681
- WorldCat: E39PBJwmTXggjTGxRcWwXWbyBP